# Маркиз де Комарес

Герб муниципалитета Комарес, провинция Малага, автономное сообщество Андалусия

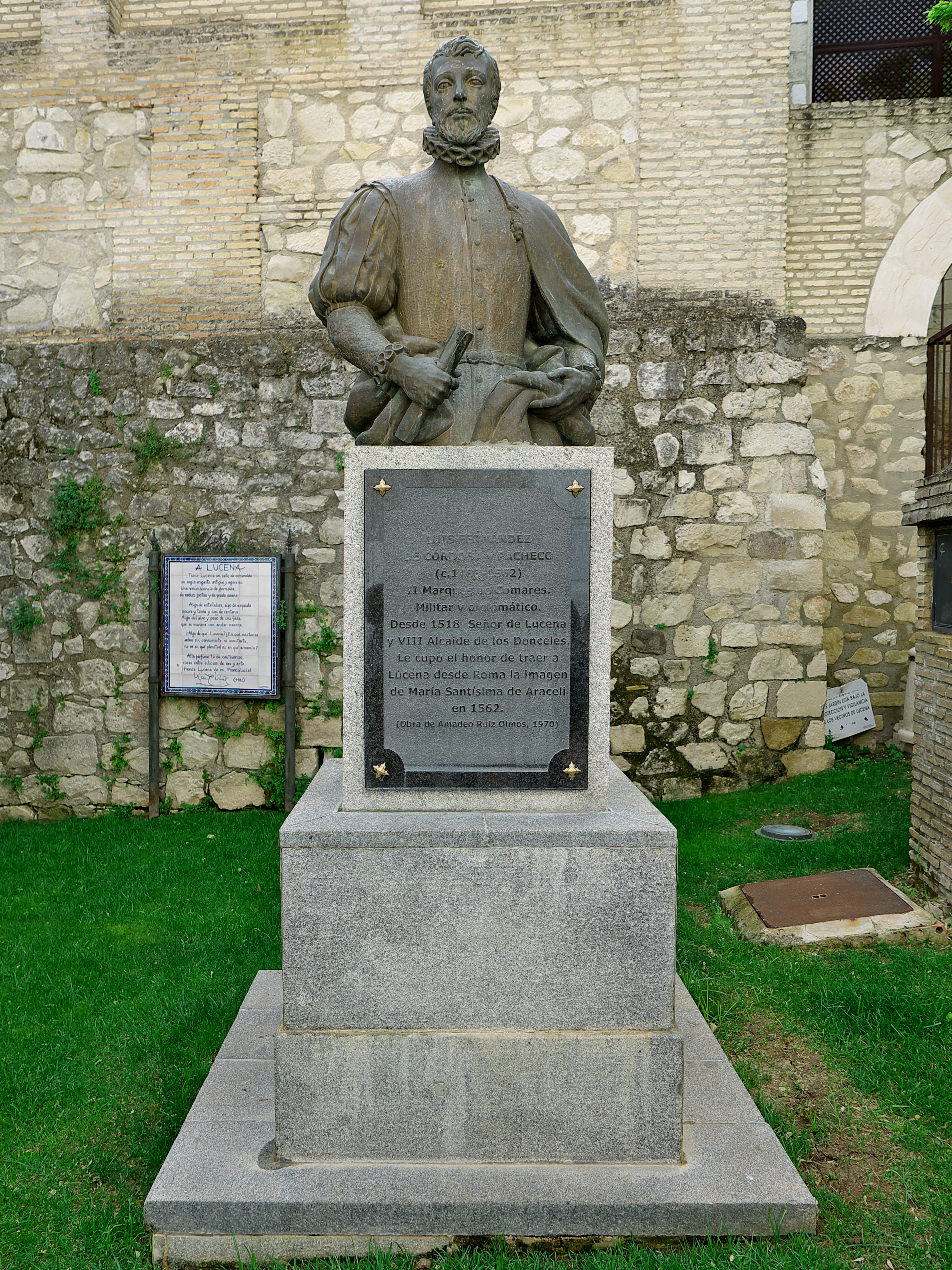
Памятник Луису Фернандесу де Кордове и Пачеко, город Лусена, провинция Кордова, автономное сообщество Андалусия

Маркиз де Комарес — испанский дворянский титул. Он был создан в 1512 году королем Фердинандом Католиком, регентом Кастилии при своей дочери Хуане I и внуке Карле I, для Диего Фернандеса де Кордовы и Арельяно (1460—1525), знатного дворянина из дома Агилар, 9-го сеньора де Эспехо, 6-го сеньора де Лусена и 5-го сеньора де Чильона. Он занимал должности губернатора Орана (1510—1512, 1516—1518) и вице-короля Наварры (1512—1515).
Название марказата происходит от названия муниципалитета Комарес, провинция Малага, автономное сообщество Андалусия.

## Список маркизов де Комарес
|                                                | Титул | Период                                         |
| Креация создана королевой Хуаной I Кастильской | Креация создана королевой Хуаной I Кастильской | Креация создана королевой Хуаной I Кастильской |
| ---------------------------------------------- | --- | ---------------------------------------------- |
| I                                              | Диего Фернандес де Кордова и Арельяно (1463—1518), сын Мартина Фернандеса де Кордовы (?-1483) и Леонор де Арельяно и де Кордова (1446—1531)                                                                                         | 1512—1518                                      |
| II                                             | Луис Фернандес де Кордова и Пачеко (ок. 1482—1564), единственный сын предыдущего и Хуаны Пачеко | 1518—1564                                      |
| III                                            | Диего Фернандес де Кордова и Фернандес де Кордова (1524—1601), старший сын предыдущего и Франсиски Фернандес де Кордовы и де ла Серды (?-1571)                                                                                      | 1564—1601                                      |
| IV                                             | Энрике де Арагон и Энрикес де Кабрера (1588—1640), сын Луиса Рамона де Арагон Фолька де Кардона и Кордова, 10-го графа де Прадес (1568—1596), и Анны Энрикес де Кабрера и Мендосы (ок. 1561—1607)                                   | 1601—1640                                      |
| V                                              | Луис де Арагон и Фернандес де Кордова (1608—1670), старший сын предыдущего и Каталины Фернандес де Кордовы и Фигероа (1589—1646) | 1640—1670                                      |
| VI                                             | Хоакин де Арагон и Бенавидес (1667—1670), сын предыдущего и Марии Терезы де Бенавидес Давилы и Корельи (?-1704) | 1670—1670                                      |
| VII                                            | Каталина де Арагон и Сандоваль (1635—1697), дочь Луиса Рамона де Арагона Фолька де Кардоны и Кордовы, 6-го герцога де Сегорбе (1608—1670), и Марианны де Сандоваль и Рохас и Энрикес де Кабреры, 3-й герцогини де Лерма (1614—1651) | 1670—1697                                      |
| VIII                                           | Луис Франсиско де ла Серда и Арагон (1660—1711), сын предыдущей и Хуана Франсиско де ла Серды Энрикеса де Риберы, 8-го герцога де Мединасели (1637—1691)                                                                            | 1697—1711                                      |
| IX                                             | Николас Фернандес де Кордова и де ла Серда (1682—1739), сын Луиса Маурисио Фернандеса де Кордовы и Фигероа, 7-го маркиза де Прьего (1650—1690), и Феличе Марии де ла Серды и Арагон (1657—1709)                                     | 1711—1739                                      |
| X                                              | Луис Антонио Фернандес де Кордова и Спинола (1704—1768), старший сын предыдущего и Херонимы марии Спинолы де ла Серды (1687—1757)                                                                                                   | 1739—1768                                      |
| XI                                             | Педро де Алькантара Фернандес де Кордова и Монкада (1730—1789), сын предыдущего и Марии Тересы де Монкады и Бенавидес, 7-й маркизы де Айтона (1707—1756)                                                                            | 1768—1789                                      |
| XII                                            | Луис Мария Фернандес де Кордова и Гонзага (1749—1806), сын предыдущего и Марии Франсиски Хавьеры Гонзага и Караччиоло (1731—1757)                                                                                                   | 1789—1806                                      |
| XIII                                           | Луис Фернандес де Кордова и Бенавидес (1780—1840), старший сын предыдущего и Хоакины Марии де Бенавидес и Пачеко, 3-й герцогини де Сантистебан-дель-Пуэрто (1746—1805)                                                              | 1806—1840                                      |
| XIV                                            | Луис Фернандес де Кордова и Понсе де Леон (1813—1873), старший сын предыдущего и Марии де ла Консепсьон Понсе де Леон и Карвахаль (1783—1856)                                                                                       | 1840—1873                                      |
| XV                                             | Луис Фернандес де Кордова и Перес де Баррадас (1851—1879), старший сын предыдущего и Анхелы Аполонии Перес де Баррадас и Бернуй, 1-й герцогини де Дения и Тарифа (1827—1903)                                                        | 1873—1879                                      |
| XVI                                            | Луис Фернандес де Кордова и Салаберт (1880—1956), единственный сын предыдущего и Касильды Ремигии де Салаберт и Артеаги, 9-й маркизы дела Торресилья (1858—1936)                                                                    | 1880—1956                                      |
| XVII                                           | Виктория Евгения Фернандес де Кордова и Фернандес де Энестроса (1917—2013), старшая дочь предыдущего и Аны Марии Фернандес де Энестросы и Гайосо де лос Кобос (1879—1938)                                                           | 1956—2013                                      |
| XVII                                           | Виктория Елизавета фон Гогенлоэ-Лангенбург и Шмидт-Полекс (род. 1997), единственная дочь Марко фон Гогенлоэ-Лангенбурга и де Медины, 19-го герцога де Мединасели (1962—2016), и Сандры Шмидт-Полекс (род. 1968)                     | 2018- настоящее время                          |